# Ulak Tano
Ulak Tano is een bestuurslaag in het regentschap Padang Lawas Utara van de provincie Noord-Sumatra, Indonesië. Ulak Tano telt 1065 inwoners (volkstelling 2010).